# Recurso especial
No direito processual brasileiro, o Recurso Especial (REsp) é o meio processual para contestar, perante o Superior Tribunal de Justiça (STJ), uma decisão judicial proferida por um Tribunal de Justiça Estadual (TJ) ou um Tribunal Regional Federal (TRF), nas hipóteses do artigo 105, inciso III, da Constituição da República Federativa do Brasil.
O recurso especial é apresentado como uma espécie de recurso extraordinário (lato sensu), ou seja, recurso de estrito direito. Assim, enseja-se que sua forma é admitida quando seu objeto não é pura e simples correção da má aplicação do direito ao caso concreto, mas sim objetiva a correção de eventual injustiça. Mais do que isso, o recurso especial, tal como o recurso extraordinário, insta preservar a correta aplicação do direito, a bem, propriamente, do direito objetivo.
Tanto ao Recurso Especial quanto ao Recurso Extraordinário, são comuns a necessidade de esgotamento das vias ordinárias e o prequestionamento da matéria. Porém, o recurso extraordinário, apresenta um terceiro requisito: a repercussão geral, tratada no art. 102, § 3º, da Constituição e no art. 1.035 do CPC/2015. Os requisitos específicos dos recursos excepcionais, considerando-se aqueles que são comuns às duas modalidades acima referidas (RE e REsp), podem ser encontrados na Constituição Federal do Brasil de 1988, em seus artigos 102, inciso III, e 105, inciso III.

## Previsão legal
O Recurso Especial, bem como sua admissibilidade, encontra-se previsto no artigo 105, inciso III, da Constituição Federal do Brasil de 1988. Tal dispositivo legal coloca que o recurso será possível, quando da decisão recorrida:
a) contrariar tratado ou lei federal, ou negar-lhes vigência;
b) julgar válido ato de governo local contestado em face de lei federal; (Alterado pela Emenda Constitucional 45 de 2004)
c) der à lei federal interpretação divergente da que lhe haja atribuído outro tribunal.
É importante ter conhecimento do teor da súmula 126, do Superior Tribunal de Justiça (STJ) que diz: "É inadmissível recurso especial, quando o acórdão recorrido assenta em fundamentos constitucional e infraconstitucional, qualquer deles suficiente, por si só, para mantê-lo, e a parte vencida não manifesta recurso extraordinário".

## Uniformidade da interpretação da lei federal
A finalidade deste recurso é a defesa do direito objetivo federal, não o direito subjetivo dos litigantes.
Há pressupostos específicos que motivaram diversas súmulas a saber: o requisito do esgotamento de instância ordinária deu origem a exigência de opor embargos infringentes quando cabível (súmula 207 deste Tribunal Superior), o STJ não é Tribunal de Apelação portanto não há reexame de fatos e provas (súmula 25) e é inadmissível o conhecer do recurso especial para simplesmente interpretar cláusula contratual (súmula 26) e a questão deve ter sido já ventilada e decidida nos autos (requisito do pré-questionamento, previsto na súmula 326).
Prova-se a tempestividade pela data do protocolo na secretaria competente e como um dos pedidos é a subida dos autos deve-se provar o preparo do porte de remessa e retorno dos autos.
O REsp tem apenas o efeito devolutivo. Para se agregar efeito suspensivo a este recurso é necessário o ajuizamento de uma ação cautelar inominada no Superior Tribunal de Justiça (hipótese de cautelar incidental). Dessa forma, considerando precisamente o recurso, este apenas devolve ao Poder Judiciário a apreciação da matéria recorrida, mas não suspende a execução da decisão impugnada (execução provisória).